# John Regis
John Paul Lyndon Regis MBE (Lewisham, 13 oktober 1966) is een voormalige Britse sprinter, die gespecialiseerd was in de 200 m. Op deze afstand werd hij wereldindoorkampioen, Europees kampioen en meervoudig Brits kampioen. Zijn grootste successen behaalde hij op de estafettenummers. Hij nam tweemaal deel aan de Olympische Spelen en behaalde hierbij twee medailles op de estafette (eenmaal zilver en eenmaal brons). Ook was hij op deze discipline betrokken bij de verbetering van diverse records, waarvan dat op de 4 x 200 m estafette (indoor) gevestigde wereldrecord nog altijd op naam staat van het team waarvan hij deel uitmaakte.

## Loopbaan
Op het EK 1987 won John Regis op de 200 m een bronzen medaille. Met een tijd van 20,54 s finishte hij achter de Fransman Bruno Marie-Rose, die een nieuw kampioenschapsrecord neerzette van 20,36. Het zilver ging naar de Sovjet-Rus Vladimir Krylov in 20,53. In 1988 maakte hij in Seoel zijn olympisch debuut in het Britse 4 x 100 m estafetteteam, dat naast hem bestond uit Elliot Bunney, Mike McFarlane en Linford Christie. Met een tijd van 38,28 veroverde het Britse viertal een zilveren medaille achter het team uit de Sovjet-Unie (goud; 38,19) en voor Frankrijk (brons; 38,40). Vier jaar later moest hij in Barcelona genoegen nemen met het brons op de 4 x 400 m estafette.
Intussen had John Regis in 1989 en 1990 zijn twee grootste individuele prestaties geleverd. Op het WK indoor in Boedapest werd hij op de 200 m wereldkampioen in 20,54. Een jaar later liet hij daar in het Joegoslavisch Split bij de Europese baankampioenschappen een Europese titel op volgen, eveneens op de 200 m. In 20,11 versloeg hij de Fransman Jean-Charles Trouabal (zilver; 20,31) en zijn landgenoot Linford Christie (brons; 20,33). Op dit kampioenschap nam hij ook deel aan de 100 m, waar hij een bronzen medaille behaalde in 10,07. Die tijd zou overigens een dik pr zijn geweest, als er niet ontoelaatbaar veel wind had meegeblazen.
Op 3 maart 1991 liep John Regis in Glasgow met zijn teamgenoten Linford Christie, Darren Braithwaite en Ade Mafe als slotloper een indoor wereldrecord op de 4 x 200 m estafette van 1.22,11. Dat jaar was hij eveneens betrokken bij de verbetering van de Europese records op de 4 x 100 en 4 x 400 m estafette. Deze laatstgenoemde records zijn beide inmiddels verbroken, maar het indoorrecord op de 4 x 200 m staat nog altijd (peildatum september 2009).
In 1995 trachtte John Regis op de wereldindoorkampioenschappen in Barcelona zijn zes jaar eerder behaalde 200 metertitel te heroveren. Hij kwam een heel eind, maar helaas werden zijn ambities gesmoord door een blessure, waardoor hij de finale aan zich voorbij moest laten gaan. Het was het laatste wapenfeit op een mondiaal toernooi van de geblokte atleet.
Met een lengte van 1,81 en een gewicht van 94 kg was Regis als loper buitengewoon zwaar. Voor toeschouwers was hij hierdoor bij de onoverzichtelijke estafettenummers goed herkenbaar. De Engelse voetbalspeler Cyrille Regis is zijn neef. In 2007 werd zijn andere, 15-jarige neef Adam doodgestoken in Oost-Londen. Ondanks 14 arrestaties en een beloning van 20.000 pond werd de dader niet gevonden.
Hij is de man van olympisch atlete Jenny Stoute.

## Titels
- Wereldindoorkampioen 200 m - 1989
- Europees kampioen 200 m - 1990
- Europees kampioen 4 x 400 m estafette - 1990, 1991
- Brits kampioen 100 m - 1987
- Brits kampioen 200 m - 1986, 1987, 1990, 1992, 1995, 1996

## Persoonlijke records
Outdoor
| Onderdeel | Prestatie       | Datum            | Plaats    |
| --------- | --------------- | ---------------- | --------- |
| 100 m     | 10,32 s         | 5 juli 1995      | Lausanne  |
| 150 m     | 15,15 s         | 4 september 1994 | Sheffield |
| 200 m     | 19,87 s (ex-NR) | 31 juli 1994     | Sestriere |
| 300 m     | 31,67 s         | 17 juli 1992     | Gateshead |

Indoor
| Onderdeel | Prestatie | Datum           | Plaats     |
| --------- | --------- | --------------- | ---------- |
| 60 m      | 6,78 s    | 9 januari 1999  | Birmingham |
| 200 m     | 20,48 s   | 5 februari 1995 | Stuttgart  |

## Palmares

### 100 m
- 1990:  EK - 10,07 s
- 1990: 7e Gemenebestspelen - 10,22 s

### 200 m
- 1986: 8e Gemenebestspelen - 21,08 s
- 1987:  EK indoor - 20,54 s
- 1987:  WK - 20,18 s
- 1989:  EK indoor - 21,00 s
- 1989:  WK indoor - 20,54 s
- 1989:  Europese beker - 20,62 s
- 1990:  EK - 20,11 s
- 1990:  Gemenebestspelen - 20,16 s
- 1991:  Europese beker - 20,73 s
- 1992: 6e OS - 20,55 s
- 1993:  WK - 19,94 s
- 1993:  Grand Prix Finale - 20,34 s
- 1993:  Europese beker - 20,38 s
- 1994:  Gemenebestspelen - 20,25 s
- 1994:  Wereldbeker - 20,45 s
- 1995: 7e WK - 20,67 s
- 1995: 8e Grand Prix Finale - 20,75 s
- 1998:  Gemenebestspelen - 20,40 s

### 4 x 100 m estafette
- 1988:  OS - 38,28 s
- 1990:  EK - 38,98 s
- 1990:  Gemenebestspelen - 38,67 s
- 1991:  EK - 37,77 s (ER)
- 1991:  WK - 38,09 s
- 1992: 4e OS - 38,08 s
- 1993:  WK - 37,77 s

### 4 x 400 m estafette
- 1990:  EK - 2.58,22
- 1991:  WK - 2.57,53 (ER)
- 1992:  OS - 2.59,73